# Якутат (аэропорт)
Аэропорт Якутат (англ. Yakutat Airport), (ИАТА: YAK, ИКАО: PAYA, FAA LID: YAK) — государственный гражданский аэропорт, расположенный в 6 километрах к юго-востоку от центрального делового района города Якутат (Аляска), США.
Деятельность аэропорта субсидируется за счёт средств Федеральной программы США Essential Air Service (EAS) по обеспечению воздушного сообщения между небольшими населёнными пунктами страны.

## Операционная деятельность
Аэропорт Якутат находится на высоте 10 метров над уровнем моря и эксплуатирует две взлётно-посадочные полосы:
- 11/29 размерами 2361 х 46 метров с асфальтовым покрытием;
- 2/20 размерами с 1974 х 46 метров бетонным покрытием.

За период с 2 мая 2008 года по 2 мая 2009 года Аэропорт Якутат обработал 19 026 операций взлётов и посадок самолётов (в среднем 52 операции ежедневно), из них 68 % пришлось на авиацию общего назначения, 26 % — на рейсы аэротакси, 4 % составили регулярные коммерческие перевозки и 2 % — рейсы военной авиации.: